# 櫻内辰郎
桜内 辰郎（さくらうち たつろう、旧字体：櫻內 辰郞、1886年（明治19年）3月13日 - 1954年（昭和29年）11月14日）は、日本の実業家、政治家。衆議院議員（2期）、参議院議員（1期）。
1928年、東京府1区から立憲民政党に属し衆院議員に選出され、次期選挙にも当選した。1947年には東京都から参院議員に当選、国民民主党最高委員を歴任。

## 経歴
鳥取県西伯郡米子町（現米子市）で生まれた。島根県士族・櫻内和一郎の二男。櫻内家は江戸時代、広瀬藩松平家の家臣だった。廃藩の頃、櫻内家にはいった松平家からの頂戴金と士族に対する政府の御下げ渡し金を資本にして父・和一郎はあれこれと事業に手を出したが、うまくいかず次第に食いつぶしてしまった。
辰郎は早稲田大学政治経済科で学んだ（1930年に推薦校友となる）。亀崎銀行に入り、常務取締役に挙げられた。興國銀行取締役を経て、日本人造絹絲会社を創立し常務取締役に就任した。櫻組工業、日本コナミルク各会社取締役となった。このほか大連株式商品取引所理事長、百軒店土地建物、東海ラミー紡績、桜内商事各社長なども歴任した。
1928年（昭和3年）、第16回衆議院議員総選挙に旧東京都第1区から民政党公認で立候補し初当選、2年後の第17回衆議院議員総選挙でも前回同様旧東京都第1区から民政党公認で立候補し2度目の当選。戦後平和日本確立連盟理事長、東邦石油、朝鮮産金、日本興産各社長を歴任。1947年（昭和22年）参議院議員に当選した。参院予算、大蔵、外務各委員長を務めた。
1954年（昭和29年）11月14日死去、68歳。死没日をもって勲三等瑞宝章追贈、従四位に叙される。墓所は多磨霊園(7-1-5)

## 人物
趣味は読書。宗教はキリスト教。クリスチャンである。住所は東京市芝区車町（現・東京都港区）。

## 家族・親族
櫻内家
- 父・和一郎（1850年 - ?、旧広瀬藩士、島根県士族）
- 兄・幸雄（1880年 - 1947年、島根県士族[7]、実業家、政治家） - 商工相・農相・蔵相等を歴任した。子に桜内乾雄、桜内義雄、孫に太田誠一。
- 妻・明枝（1889年 - ?、静岡、星野憲治の四女）[2] - のち離婚し、社長以下全員女性の会社として話題となった恵那ラヂユーム会社の販売部長となる（半年後会社破綻）[11]。
- 男・英男[7][12]（1917年 - ?、アポロ学園歯科衛生士専門学校経営）[13]
- 長女・本子（東京音楽学校ピアノ科生徒） - 1933年2月16日、芝高輪車町44の自宅にて、青酸カリで服毒自殺して死亡、21歳。当時は、その原因が母・明枝の不倫にあると報じている[10]。1934年1月発行の『婦人公論』誌上に、本子の手紙のほか、母明枝のインタビュー、父辰郎による「神と人との裁きの庭に娘本子の面影を追う」が掲載された[14]。
- 二男[7]
- 三男[7][12]
- 四男[7][12]
- 三女[7][12]
- 四女[7][12]

親戚
- 甥
  - 櫻内乾雄[12]（元中国電力会長）
  - 櫻内義雄（元衆議院議長）